# Neuwiller
Pour les articles homonymes, voir Neuviller et Neuwiller-lès-Saverne.
Neuwiller (prononcer [nøvilɛʁ]; en allemand Neuweiler) est une commune française située dans la circonscription administrative du Haut-Rhin et, depuis le 1er janvier 2021, dans le territoire de la Collectivité européenne d'Alsace, en région Grand Est. Presque entièrement entourée par le canton suisse de Bâle-Campagne, c'est la commune de France la moins rattachée au reste du pays, seulement 17 % de son périmètre est contigu à la France.

## Géographie

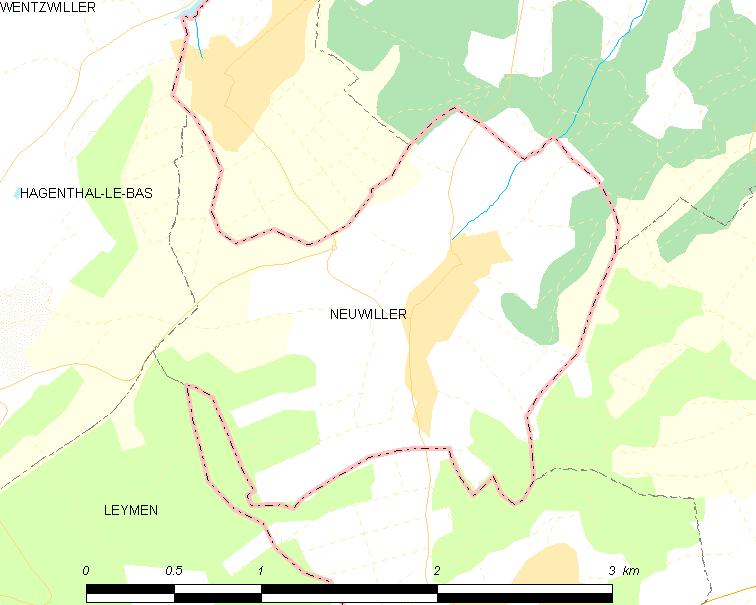
Limites de la commune

Neuwiller se trouve dans la région historique et culturelle d'Alsace. Elle fait partie du canton de Saint-Louis et de l'arrondissement de Mulhouse. 
Situé à la frontière suisse, ce petit village est à 83 % entouré par le canton de Bâle-Campagne (communes de Schönenbuch, Allschwil, Oberwil et Biel-Benken), le Benkenspitz formant comme un coin entre Neuwiller et Leymen. À l'ouest, Neuwiller est voisine des communes françaises d'Hagenthal-le-Bas et de Leymen, avec lesquelles elle est reliée par la route départementale 16.
Ses habitants sont appelés les Neuwillerois.
| Schönenbuch ( Suisse) |           | Allschwil ( Suisse)   |
| Hagenthal-le-Bas      | Neuwiller | Oberwil ( Suisse)     |
| Leymen                |           | Biel-Benken ( Suisse) |

### Cours d'eau
Le Neuwiller marque la frontière avec la Suisse (Biel-Benken) au sud de la commune puis la traverse du sud au nord-est avant de passer en Suisse (Allschwil) où le cours d'eau prend le nom de Mülibach.

### Hydrographie

#### Réseau hydrographique
La commune est dans le bassin versant du Rhin au sein du bassin Rhin-Meuse. Elle est drainée par le ruisseau de Neuwiller,.

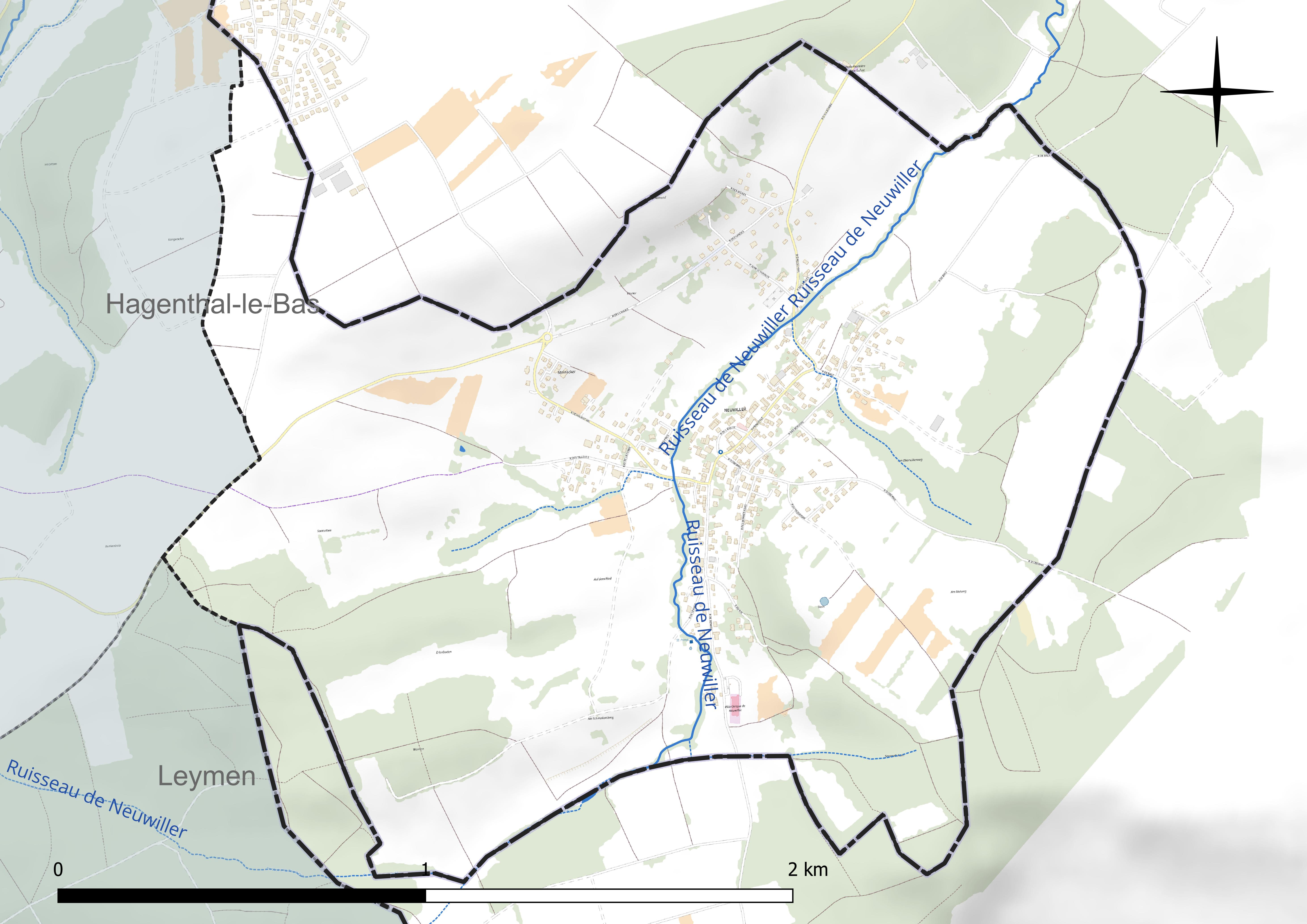
Réseau hydrographique de Neuwiller.

#### Gestion et qualité des eaux
Le territoire communal est couvert par le schéma d'aménagement et de gestion des eaux (SAGE) « Ill Nappe Rhin ». Ce document de planification concerne la nappe phréatique rhénane, les cours d'eau de la plaine d'Alsace et du piémont oriental du Sundgau, les canaux situés entre l'Ill et le Rhin et les zones humides de la plaine d'Alsace. Le périmètre s’étend sur 3 596 km2. Il a été approuvé le 17 janvier 2005. La structure porteuse de l'élaboration et de la mise en œuvre est la région Grand Est. 
La qualité des cours d’eau peut être consultée sur un site dédié géré par les agences de l’eau et l’Agence française pour la biodiversité. 

### Climat
Pour des articles plus généraux, voir Climat du Grand Est et Climat du Haut-Rhin.
En 2010, le climat de la commune est de type climat des marges montargnardes, selon une étude du Centre national de la recherche scientifique s'appuyant sur une série de données couvrant la période 1971-2000. En 2020, Météo-France publie une typologie des climats de la France métropolitaine dans laquelle la commune est exposée à un climat de montagne ou de marges de montagne et est dans la région climatique  Alsace, caractérisée par une pluviométrie faible, particulièrement en automne et en hiver, un été chaud et bien ensoleillé, une humidité de l’air basse au printemps et en été, des vents faibles et des brouillards fréquents en automne (25 à 30 jours). 
Pour la période 1971-2000, la température annuelle moyenne est de 9,5 °C, avec une amplitude thermique annuelle de 17,3 °C. Le cumul annuel moyen de précipitations est de 771 mm, avec 8,6 jours de précipitations en janvier et 9,7 jours en juillet. Pour la période 1991-2020, la température moyenne annuelle observée sur la station météorologique de Météo-France la plus proche, « Bâle-Mulhouse », sur la commune de Saint-Louis à 8 km à vol d'oiseau, est de 11,1 °C et le cumul annuel moyen de précipitations est de 764,3 mm. 
La température maximale relevée sur cette station est de 39,1 °C, atteinte le 13 août 2003 ; la température minimale est de −23,5 °C, atteinte le 6 janvier 1985,,. 
Les paramètres climatiques de la commune ont été estimés pour le milieu du siècle (2041-2070) selon différents scénarios d'émission de gaz à effet de serre à partir des nouvelles projections climatiques de référence DRIAS-2020. Ils sont consultables sur un site dédié publié par Météo-France en novembre 2022.

## Urbanisme

### Typologie
Au 1er janvier 2024, Neuwiller est catégorisée commune rurale à habitat dispersé, selon la nouvelle grille communale de densité à sept niveaux définie par l'Insee en 2022.
Elle est située hors unité urbaine. Par ailleurs la commune fait partie de l'aire d'attraction de Bâle - Saint-Louis (partie française), dont elle est une commune de la couronne,. Cette aire, qui regroupe 94 communes, est catégorisée dans les aires de 200 000 à moins de 700 000 habitants,.

### Occupation des sols
L'occupation des sols de la commune, telle qu'elle ressort de la base de données européenne d’occupation biophysique des sols Corine Land Cover (CLC), est marquée par l'importance des territoires agricoles (73,5 % en 2018), en diminution par rapport à 1990 (76,3 %). La répartition détaillée en 2018 est la suivante : 
zones agricoles hétérogènes (54,9 %), terres arables (18,1 %), forêts (16,6 %), zones urbanisées (9,8 %), cultures permanentes (0,6 %). L'évolution de l’occupation des sols de la commune et de ses infrastructures peut être observée sur les différentes représentations cartographiques du territoire : la carte de Cassini (XVIIIe siècle), la carte d'état-major (1820-1866) et les cartes ou photos aériennes de l'IGN pour la période actuelle (1950 à aujourd'hui).

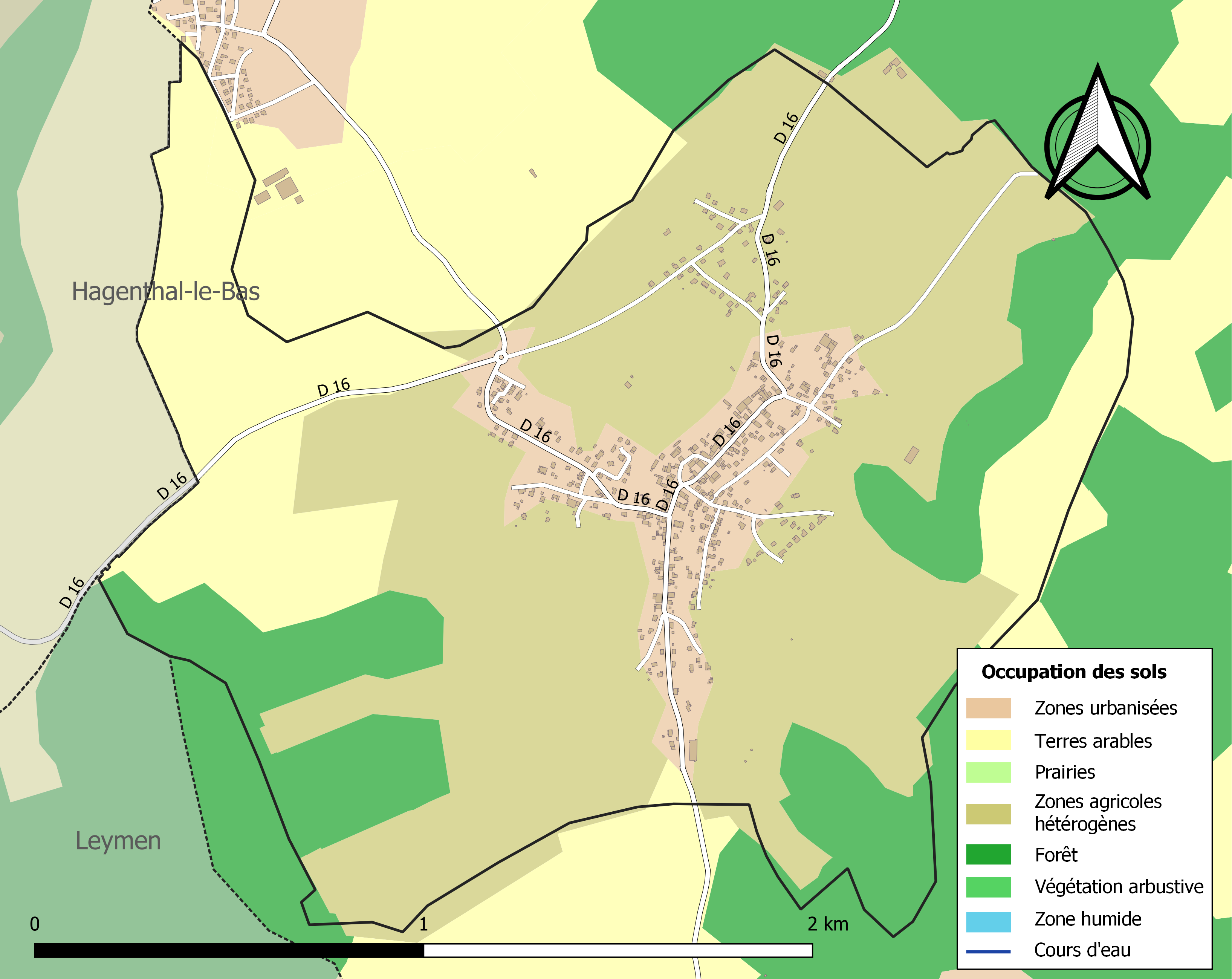
Carte des infrastructures et de l'occupation des sols de la commune en 2018 (CLC).

## Histoire
Le village de Neuwiller fut d'abord un fief de l'évêché de Bâle dans le comté de Ferrette, dont il dépendait alors. À la suite du mariage en 1324 de Jeanne, héritière des Ferrette, avec le duc Albert d'Autriche, il est transmis aux Habsbourg. Le village était autrefois  aussi la résidence d'une branche de la famille d'Eptingen. En 1354, Conrad, Bourkard et Guillaume d'Eptingen vendent à Diethelm et Jean Kamerer tous leurs droits sur le village et territoire de Neuwiller, qu'ils retenaient en fief à réméré de Jean Senn, évêque de Bâle. Au début du XVIIe siècle, l'évêque de Bâle et la Régence d'Ensisheim se disputent la suzeraineté de Neuwiller, où depuis 1354 les Eptingen sont feudataires. Ceux-ci demandent l'aide des Autrichiens qui en 1618, incendient le village.

### Laguerre de Trente Ans
Avec la guerre de Trente Ans, le village est complètement appauvri, la misère y est telle que Herrmann d'Eptingen demande à l'administration française d'exempter ses sujets de contribution de guerre.

### Seconde Guerre mondiale
En 1943, de nombreuses familles sont déportées.

### Héraldique
| Blason de Neuwiller | Les armes de Neuwiller se blasonnent ainsi : « D'argent à la clé de sable posée en pal, le panneton à dextre. » |

## Politique et administration

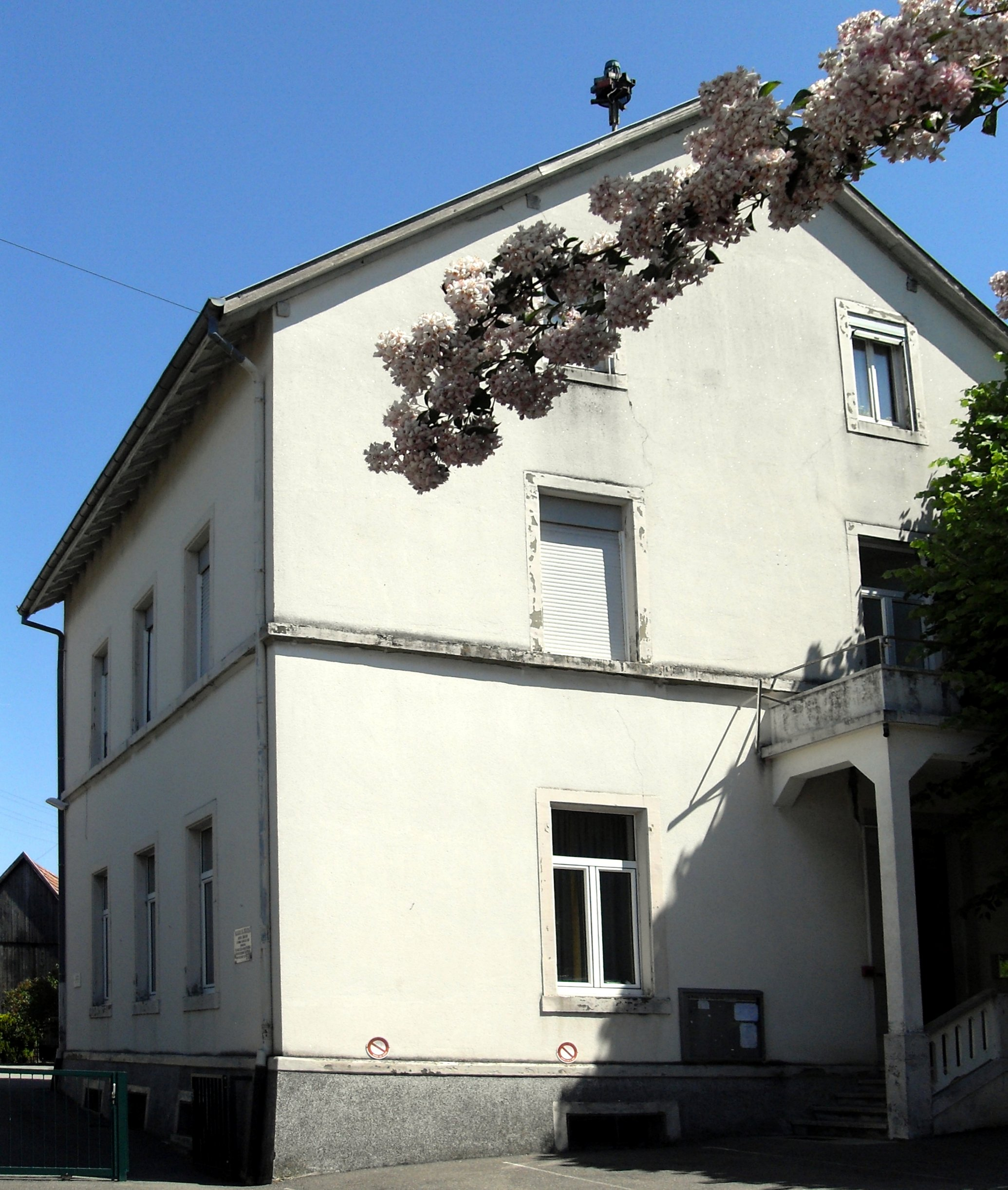
La mairie-école.

| Période                                  | Période   | Identité           | Étiquette | Qualité |
| ---------------------------------------- | --------- | ------------------ | --------- | ------- |
| avant 1981                               | 1983      | Frédéric Schoeffel |           |         |
| mars 1983                                | mars 1989 | Bernard Escalin    |           |         |
| mars 1989                                | mars 2001 | Roland Schmitt     |           |         |
| mars 2001                                | mars 2008 | Alain Escalin      |           |         |
| mars 2008                                | mars 2014 | Urbain Hohler      |           |         |
| mars 2014                                | mai 2020  | Alain Escalin      |           |         |
| mai 2020                                 | En cours  | Carmelo Milintenda |           |         |
| Les données manquantes sont à compléter. |           |                    |           |         |

## Démographie
L'évolution du nombre d'habitants est connue à travers les recensements de la population effectués dans la commune depuis 1793. Pour les communes de moins de 10 000 habitants, une enquête de recensement portant sur toute la population est réalisée tous les cinq ans, les populations de référence des années intermédiaires étant quant à elles estimées par interpolation ou extrapolation. Pour la commune, le premier recensement exhaustif entrant dans le cadre du nouveau dispositif a été réalisé en 2005.

En 2022, la commune comptait 520 habitants, en évolution de +10,87 % par rapport à 2016 (Haut-Rhin : +0,66 %, France hors Mayotte : +2,11 %).
| 1793 | 1800 | 1806 | 1821 | 1831 | 1836 | 1841 | 1846 | 1851 |
| ---- | ---- | ---- | ---- | ---- | ---- | ---- | ---- | ---- |
| 210  | 301  | 246  | 302  | 339  | 382  | 400  | 394  | 420  |

| 1856 | 1861 | 1866 | 1871 | 1875 | 1880 | 1885 | 1890 | 1895 |
| ---- | ---- | ---- | ---- | ---- | ---- | ---- | ---- | ---- |
| 420  | 420  | 400  | 399  | 400  | 410  | 414  | 419  | 396  |

| 1900 | 1905 | 1910 | 1921 | 1926 | 1931 | 1936 | 1946 | 1954 |
| ---- | ---- | ---- | ---- | ---- | ---- | ---- | ---- | ---- |
| 417  | 455  | 461  | 378  | 353  | 362  | 365  | 347  | 335  |

| 1962 | 1968 | 1975 | 1982 | 1990 | 1999 | 2005 | 2006 | 2010 |
| ---- | ---- | ---- | ---- | ---- | ---- | ---- | ---- | ---- |
| 372  | 386  | 448  | 478  | 533  | 506  | 526  | 528  | 527  |

| 2015 | 2020 | 2022 | - | - | - | - | - | - |
| ---- | ---- | ---- | - | - | - | - | - | - |
| 473  | 495  | 520  | - | - | - | - | - | - |

## Personnalités liées à la commune
- Léon Boisseau (1884-1959), homme politique, y est né.